# Persze, hogy... (Így jártam anyátokkal)
 A Persze, hogy... az Így jártam anyátokkal című televízió-sorozat ötödik évadának tizenhetedik epizódja. Eredetileg 2010. március 8-án vetítették, míg Magyarországon 2010. november 1-jén.
Ebben az epizódban Barney elhatározza, hogy lefekszik egy olyan nővel, aki könyvet írt abból, hogy a nők ne feküdjenek le olyanokkal, mint Barney. A csapat eközben rájön, hogy mennyire szenvedett Robin a Barneyval való szakítása miatt, és még a Don iránti érzéseivel is meg kell küzdenie.

## Cselekmény
2010 márciusának egyik éjjelén a New York-i rendőrség tagjainak ki kell húzniuk Barneyt a Hudson folyóból. Mikor a rendőr megkérdezi, mégis hogy került oda, Barney elkezdi mesélni az események láncolatát, melyek pontosan egy héttel korábban kezdődtek.
Éppen felszedni készült egy nőt, aki aztán váratlanul lelépett. Közben Robin és Don a bárban vannak, Marshallal és Lilyvel. Marshall arra próbálja rábírni Robint, hogy jöjjön össze Donnal. Barney elmeséli Tednek, hogy pórul járt egy nőnél, mire Ted rávilágít, hogy valószínűleg egy bestseller könyvet olvashatott, a "Persze, hogy szingli vagy, nézz magadba, te ostoba liba" címűt, amelyben az éppen a Barneyhoz hasonló férfiaktól inti óva nőtársait a szerző. Miközben joghézagot keres a könyvben, rájön, hogy a nő, akit fel akart szedni, éppen a könyv írója volt, Anita. Bejelenti, hogy ezt kihívásnak veszi, és hogy el fogja csábítani őt.
Később Robin bevallja, hogy Anitával az egyik műsorában találkozott, és elmesélte neki a szakítását Barneyval. Anita azt mondta neki, hogy meg kell törni Barneyt azzal, hogy nemet mond neki. Miután Barney túl sokat henceg a legújabb hódításaival, Robin felhívja Anitát, hogy segítsen neki. Közben Marshall elszégyelli magát, mert ő is agyondicsérte Barneyt, Robin füle hallatára a sikereiért, és még egy dalocskát is írt a hódításairól, amit énekelt ("Bum-bum, bugidi-bum"). Barney végiglapozza a könyvet, és egyetlen megoldást sem talál, mire Ted azt javasolja, hogy a 17 féle randilehetőséget gyúrja egybe, és legyen belőle egyetlen szuper-randi – majd a sztriptízbárba mennek. Amikor elmondja a szuperrandi hírét Ted Robinnak, ő lemondja a randiját Donnal. Marshall leszidja Tedet, aki rájön, hogy az elmúlt hetekben ő is bunkó módon viselkedett Robinnal és Barney pártját fogta. Miután megölelik Robint, felmennek Barney lakására, ahol Lily minden egyes alkalmat felsorol, amikor Robin sírt a bánat miatt, és azt is, hogy a lőtérre ment levezetni a feszültséget. Barney a lőtérre megy Robin után, és bocsánatot kér tőle azért, hogy Anitával egy olyan szuperrandit szervez, amilyet neki sohasem. A randit odaajándékozza Robinnak és Donnak, és megígéri neki, hogy nem fog lefeküdni Anitával.
Anita megjelenik a bárban, hogy kérdőre vonja Barneyt, amiért nem jelent meg a randin, és rájön, hogy a saját nemet mondó taktikáját fordították ellene. Alkudozni kezdenek, Barney mindig nemet mond, és végül inkább a Hudson folyóba ugrik. 500 dollárra büntetik, de így is megéri neki. Robin és Don összejönnek, de hogy mi történt, azt nem árulja el a többieknek másnap.

## Kontinuitás
- Marshall "A szabadság édes íze" és a "Pofonadás" című epizódokban is írt egy dalocskát.
- Robin a "Hol is tartottunk?" című részben is látható volt a lőtéren.
- Lily felfedi a többieknek, hogy Robin milyen szomorú volt a "Rossz passzban" című részben történt szakításuk után, és elmondja, hogy "A Taktikai Könyv" című részben alkalmazott módszerek és a "Kacsa vagy nyúl" című részben látható telefonszámos trükk miatt is ki volt borulva.
- "A legutolsó cigi" című részben Ted már előrevetítette, hogy Robin és Don három hónap múlva összejönnek.
- Robin ismét a "De, ööö..." kifejezést használja az interjú során.

## Jövőbeli visszautalások
- A "Bum-bum, bugidi-bum" című dal később még felbukkan a sorozatban, a "Szívzűrök", "A kacsás nyakkendő", és a "Dadagondok" című részekben.

## Érdekességek
- Marshall az "Időutazók" című részben azt állítja, hogy még sosem volt a női mosdóban, itt viszont mégis. Az is elképzelhető, hogy mivel a nevezett epizód a múltban játszódik (ahogy azt a Barney-látomás felfedi a rész végén), az abban látható történések korábban történtek, amikor még tényleg nem járt a női mosdóban.
- Barney lakásán a korábbi részekben egy klónkatona páncélzata volt látható a Star Wars-ból, amit Lily eltüntetett, amikor beköltözött. Most egy rohamosztagos páncélja található ugyanitt.
- Az epizód cselekményének létrejöttében nagy szerepe volt a Robint játszó Cobie Smuldersnek is. Ő ugyanis kiállt amellett, hogy Robin nem viselné el olyan könnyedén, hogy Barney szemtől szemben arról beszélne vele, hogy milyen nőkkel feküdt le[1].

## Zene
- Ted Mosby – Super Date

## Vendégszereplők
- Jennifer Lopez – Anita
- Benjamin Koldyke – Don Frank
- Joni Bovill – McKie rendőr
- Ron Nicolosi – Mike
- Roni Meron – lány a bárban